# 龚宝琦
龚宝琦，浙江仁和（今浙江杭州）人，是一名清朝政治人物。
龚宝琦曾于1876年接替潘树辰任金山县知县一职，1877年由崔廷镛接任。